# Frances Farmer
 (juillet 2020).
Si vous disposez d'ouvrages ou d'articles de référence ou si vous connaissez des sites web de qualité traitant du thème abordé ici, merci de compléter l'article en donnant les références utiles à sa vérifiabilité et en les liant à la section « Notes et références ».
Pour les articles homonymes, voir Farmer.
Frances Farmer, née le 19 septembre 1913 à Seattle et morte le 1er août 1970 à Indianapolis, est une actrice américaine, dont la vie tragique a fait l'objet d'un film sorti en 1982, Frances.

## Biographie

### Famille
Née à Seattle, fille d'Ernest Melvin Farmer, un avocat réputé, et de Lillian Van Ornum, Frances Elena Farmer a une sœur, Edith, un frère, Wesley, et une demi-sœur, Rita.

### Études

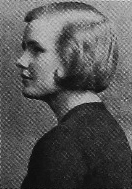
Frances Farmer en 1931.

En 1931, alors élève de la West Seattle High School, elle gagne le Concours d’écriture créative avec son essai controversé God Dies (Dieu meurt). Les Services de Surveillance nationale rapportent les faits, titrant « La fille de Seattle rejette Dieu et gagne le Premier Prix ». 
Elle entre à l’université de Washington, devient membre du Théâtre dramatique et fait la connaissance de la professeure Sophie Rosenstein. Les critiques s’extasient sur son jeu d’actrice dans Helen of Troy et Alien Corn. Elle change de spécialité et passe du journalisme à la dramaturgie.
En 1935, elle part pour la Russie en bateau après avoir gagné le concours du journal Voice of Action. Les Services de Surveillance relèvent l’histoire et qualifient Frances Farmer de communiste.

### Début de carrière au cinéma

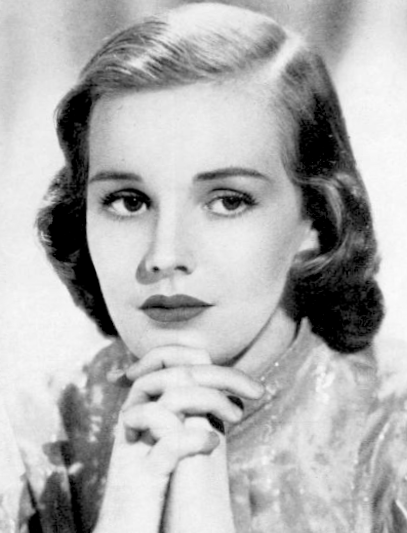
Frances Farmer vers 1935.

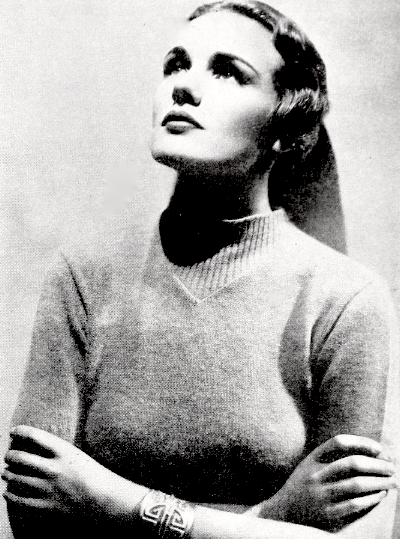
Frances Farmer en 1937.

Frances reste à New York après son voyage et est découverte par un dénicheur de talents. Elle signe un contrat de sept ans avec la Paramount Pictures.
En 1936, elle se marie avec l’acteur Leif Erickson (de son vrai nom William Wycliffe Anderson) et tourne dans son premier film Too Many Parents. Plus tard Frances donne la réplique à Bing Crosby dans Rhythm on the Range et à Edward Arnold dans Come and Get It. Elle est décrite comme « l’exceptionnelle trouvaille des écrans de 1936 ».
En 1937, elle interprète le rôle principal dans la production théâtrale Golden Boy écrite par Clifford Odets et le premier rôle féminin dans L'Or et la Chair (The Toast of New York) de Rowland V. Lee. Elle joue également dans Pago Pago, île enchantée (South of Pago Pago) d' Alfred E. Green en 1940.

### L'internement
En 1942, elle est arrêtée pour conduite sans permis en état d’ivresse et désobéissance aux ordres dans une zone de restriction. Elle jettera le contenu d'un pot d'encre au visage du juge chargé de l'affaire, qui la fera condamner à 180 jours de détention et remise en liberté sous surveillance. Elle divorce la même année.
En 1943, elle est arrêtée pour violation de la liberté surveillée et agression. Les services sanitaires qualifient Frances de « malade mentale » et recommandent de la placer dans le sanatorium de La Crescenta. Elle y reçoit 90 traitements-choc à l’insuline (cure de Sakel) et rentre au Western Washington State Hospital à Steilacoom d’où elle s’échappe.
Sa mère, apprenant les traitements que sa fille a subis, obtient que la tutelle de sa fille soit transférée de l'État vers elle. Mais en 1944, Frances agresse sa mère qui la fait à nouveau interner. Après un séjour de trois mois, et un traitement incluant des électrochocs, Frances est déclarée guérie.
En 1945, elle s’enfuit plusieurs fois de chez sa mère qui petit à petit la convainc de retourner à l’hôpital psychiatrique où elle restera les cinq années suivantes. Aurait commencé alors pour elle un véritable enfer : outre les conditions de vie médiocres, les humiliations et des traitements continuels d’électrochocs, elle aurait été prostituée de force auprès du personnel médical.
Un de ses biographes, William Arnold, affirmait que Frances avait subi une lobotomie transorbitaire, événement que l'on trouve dans le film Frances. La scientologie a utilisé son cas dans les années 1970 pour exiger l'abolition de cette pratique en psychiatrie[réf. nécessaire].

### Le retour à la liberté

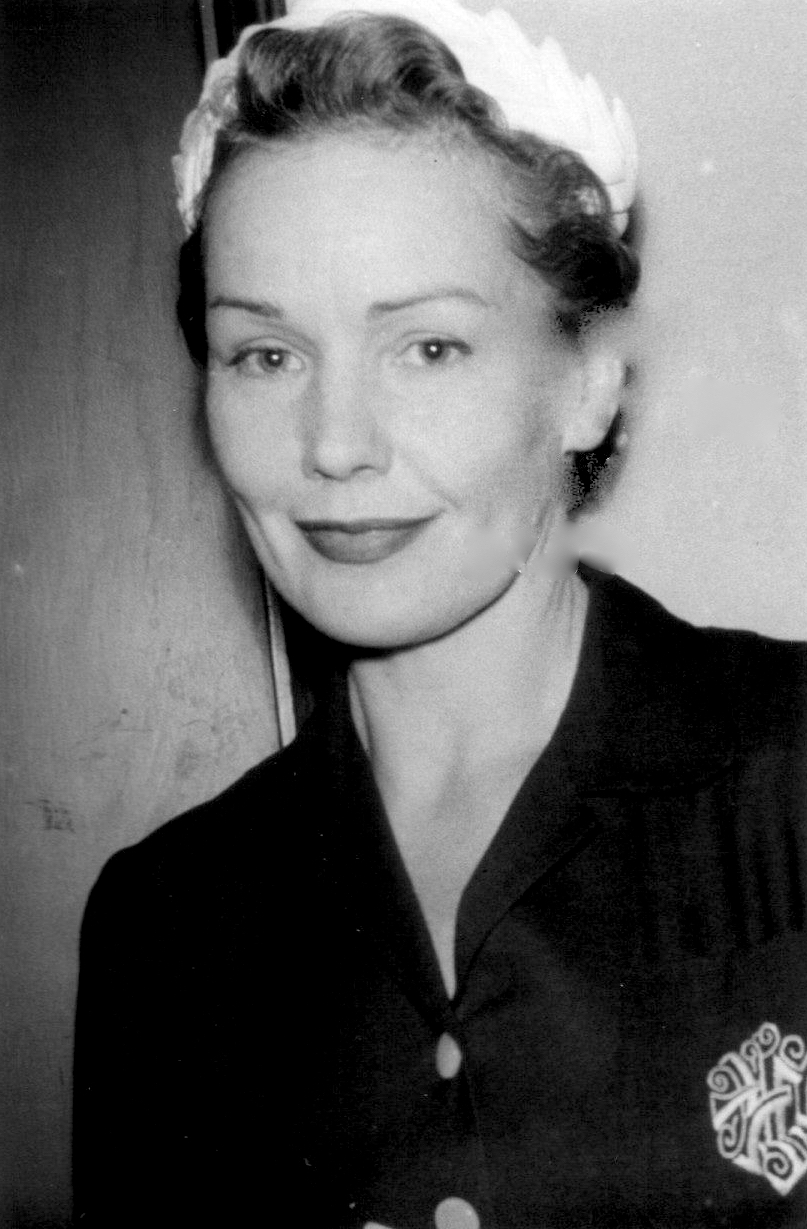
Frances Farmer vers 1958.

En 1950, Frances, relâchée, retourne à Seattle pour s’occuper de ses parents. Elle épouse Alfred Lobley en 1954 en secondes noces. En 1957, elle travaille en tant qu’employée dans un hôtel de San Francisco.
En 1958, elle apparaît dans la série télévisée This Is Your Life et tourne son dernier film The Party Crashers. Elle divorce à nouveau et se marie pour la troisième fois avec Lee Mikesell et apparaît dans une autre série télévisée Tongues of Angels avec James MacArthur.
Elle présente une émission de télévision d’après-midi, Frances Farmer Presents à Indianapolis jusqu’en 1964.
En 1968, elle commence à travailler sur son autobiographie avec l’aide de Lois Kibbee. Deux ans plus tard, elle meurt d’un cancer de l'œsophage, à l’âge de 56 ans.

## Filmographie

### Cinéma
- 1936 : Enfants abandonnés (Too Many Parents) de Robert F. McGowan : Sally Colman
- 1936 : Corsaires de l'air (Border Flight) d'Otho Lovering : Anne Blane
- 1936 : Rhythm on the Range de Norman Taurog : Doris Halliday
- 1936 : Le Vandale (Come and Get It) de Howard Hawks et William Wyler : Lotta Morgan/Lotta Bostrom
- 1937 : Exclusive d'Alexander Hall : Vina Swain
- 1937 : L'Or et la Chair (The Toast of New York) de Rowland V. Lee et Alexander Hall : Josie Mansfield
- 1937 : Le Voilier maudit (Ebb Tide) de James Patrick Hogan : Faith Wishart
- 1938 : La Faute d'un père (Ride a Crooked Mile) d'Alfred E. Green : Trina
- 1940 : Pago Pago, île enchantée (South of Pago Pago) Alfred E. Green : Ruby Taylor
- 1940 : L'Or noir (en) (Flowing Gold) d'Alfred E. Green : Linda Chalmers
- 1941 : World Premiere de Ted Tetzlaff : Kitty Carr
- 1941 : Badlands of Dakota (en) d'Alfred E. Green: Calamity Jane
- 1941 : Among the Living de Stuart Heisler : Elaine Raden
- 1942 : Le Chevalier de la vengeance (Son of Fury: The Story of Benjamin Blake) de John Cromwell : Isabel Blake
- 1943 : La Kermesse des gangsters (I Escaped from the Gestapo) de Harold Young : séquence montage
- 1958 : The Party Crashers de Bernard Girard : Mrs. Bickford

### Télévision
- 1951 : Studio One (épisode : They Serve The Muses)
- 1951 : Studio One (épisode : The Dangerous Years)
- 1958 : Playhouse 90 : Val Schmitt (épisode : Reunion)
- 1958 : Matinee Theatre (épisode : Something Stolen, Something Blue)
- 1958 : Studio One : Sarah Walker (épisode : Tongues of Angels)
- 1958- 1964 : Frances Farmer Presents : animatrice
- 1959 : Special Agent 7 (épisode : The Velvet Rope)

## Postérité
- En 1982, sort un film qui raconte le calvaire et la déchéance de Frances Farmer : Frances, réalisé par Graeme Clifford. Le rôle-titre est interprété par Jessica Lange.
- En 1983 la chanteuse Sheila enregistre le titre Jeanie qui livre un tableau noir du star-system, d'après l’histoire de l’actrice Frances Farmer.
- Le groupe Culture Club utilise une photo de l'actrice pour la pochette de son single The Medal Song, et prend en fil conducteur la vie de l'actrice pour le clip vidéo du même titre en 1984.
- La chanteuse Mylène Farmer choisit son nom de scène en 1984 en hommage à Frances Farmer. Son premier succès Maman a tort est librement inspiré par l'internement de l'actrice en hôpital psychiatrique, à la demande de sa mère.
- Le groupe anglais Everything but the Girl lui consacre une chanson, Ugly Little Dreams, sur l'album Love Not Money (1986).
- Le groupe de folk punk anglais The Men They Couldn't Hang lui consacre la chanson Lobotomy Get's 'em Home! en 1989, sur l'album Silver Town.
- Le groupe Nirvana lui rend hommage avec la chanson Frances Farmer Will Have Her Revenge on Seattle (1993).
- En 2011, le groupe de punk hardcore français Nine Eleven fait figurer son portrait sur l'album City of Quartz.
- En 2015 paraît Notre désir est sans remède de Mathieu Larnaudie (Actes Sud), fiction biographique consacrée à sa vie.